# Anschlussstelle Freiburg-Mitte
Die Anschlussstelle Freiburg-Mitte (Abkürzung: AS Freiburg-Mitte) ist eine Anschlussstelle in Baden-Württemberg bei Freiburg. Hier kreuzen sich die Bundesautobahn 5 (Hattenbacher Dreieck – Frankfurt am Main – Basel) (Europastraße 35) und die Bundesstraße 31a (Umkirch – Freiburg – Buchenbach). Sie hat die Bauform eines Kleeblatts und trägt auf der A 5 die Nummer 62.
Langfristig ist geplant die B 31a zur A 860 heraufzustufen und die Anschlussstelle zum Autobahnkreuz Freiburg umzubenennen.

## Geographie
Die Anschlussstelle befindet sich etwa 5 km nordwestlich von Freiburg, etwa 15 km östlich von Breisach und etwa 30 km östlich von Colmar.

## Ausbauzustand
Sowohl die A 5 als auch die B 31a sind im Bereich der Anschlussstelle pro Fahrtrichtung auf jeweils vier Fahrstreifen befahrbar. Alle Überleitungen sind einstreifig.
Sie ist in Kleeblattform angelegt.